# Fred Chadwick
Fred Chadwick (8 tháng 9 năm 1913 – 18 tháng 9 năm 1987) là một cầu thủ bóng đá.
Trong sự nghiệp ông thi đấu ở vị trí tiền đạo trung tâm cho Newport County, Bristol Rovers và Ipswich Town nơi ông là vua phá lưới ở mùa giải 1938–39.